# Gioia del Colle
Gioia del Colle (pe scurt "Gioia" sau "Sciò" în dialect) este un oraș din regiunea Puglia (Italia), provincia Bari. Se crede că numele său provine de la Joha, prescurtare de la Joannakis, numele unei familii bizantine care a locuit în această zonă în perioada medievală.
Gioia del Colle este cunoscut pentru brînza mozzarella "fior di latte" și pentru vinul local, numit "Primitivo di Gioia del Colle". De asemenea, este cunoscut ca loc de origine al familiei actorului Sylvester Stallone.

## Demografie
Gioia del Colle - evoluția demografică

|  | Graficele sunt indisponibile din cauza unor probleme tehnice. Mai multe informații se găsesc la Phabricator și la wiki-ul MediaWiki. |

Date: Recensăminte sau birourile de statistică - grafică realizată de Wikipedia